# Harry Potter: Magic Awakened
Harry Potter: Magic Awakened é um jogo de cartas colecionáveis e RPG, desenvolvido pelo Zen Studio. A publicação foi realizada pela NetEase na China e em Taiwan, enquanto a Warner Bros. Games, sob o selo Portkey Games, fez a publicação em outras regiões. O jogo se concentra no controle de um estudante que acaba de chegar à Escola de Magia e Bruxaria de Hogwarts e interage com o mundo mágico de Harry Potter.
O jogo foi lançado na China e em Taiwan em 9 de setembro de 2021, e internacionalmente em 27 de junho de 2023 para Microsoft Windows (apenas no servidor SEA), Android e iOS.
Em 29 de outubro de 2024, a Warner Bros. encerrou seus servidores na Europa, América e Oceania.

## Jogabilidade
Harry Potter: Magic Awakened é um jogo de RPG com cartas colecionáveis ambientado no universo de Harry Potter. No jogo, os jogadores assumem o papel de um novo aluno na Escola de Magia e Bruxaria de Hogwarts, personalizando seu personagem, comprando materiais escolares n Beco Diagonal, sendo selecionados para uma casa pelo Chapéu Seletor e participando do Clube de Duelos. O jogo permite que os jogadores encontrem personagens conhecidos da série e aprendam feitiços e encantamentos.
A mecânica central do jogo é o uso de cartas, que são empregadas estrategicamente como feitiços em duelos. Combinar diferentes cartas pode resultar em feitiços mais poderosos. O jogo também apresenta novas tramas e desafios, com os jogadores enfrentando outros personagens em duelos.

## Sinopse
A história do jogo se passa dez anos após a Segunda Guerra Bruxa, começando com o jogador recebendo uma carta de aceitação para Hogwarts. Acompanhado por Rúbeo Hagrid, o protagonista visita o Beco Diagonal para comprar itens mágicos, como uma varinha e uma coruja de estimação. Durante a viagem no Expresso de Hogwarts até o castelo, o personagem principal interage com outros alunos do primeiro ano. Ao chegar em Hogwarts, Minerva McGonagall recebe todos no Salão Principal e faz um breve relato sobre a recente Batalha de Hogwarts, que resultou na queda de Lord Voldemort. Em seguida, o Chapéu Seletor distribui o protagonista e seus colegas para as casas de Hogwarts.
O protagonista começa o seu primeiro ano em Hogwarts participando da primeira aula, que é focada em feitiços, sob a orientação do professor Filius Flitwick. Logo depois, ele se junta ao Clube de Duelos, participando de duelos contra outros estudantes.

## Desenvolvimento

### Lançamento
Em junho de 2020, a NetEase iniciou as inscrições para um teste beta aberto do jogo na China. Em junho de 2021, o trailer oficial do jogo foi lançado, apresentando alguns personagens, criaturas e cenas familiares do universo de Harry Potter. No trailer, aparecem Aragog e seu exército de aranhas, os duendes da aula de Gilderoy Lockhart e os centauros da Floresta Proibida. Em setembro de 2021, o jogo foi oficialmente lançado na China. Enquanto a NetEase publica o jogo na China continental, ele é publicado pela Enyi Games em Taiwan.
Em fevereiro de 2022, foi anunciado que o jogo seria lançado nas Américas, Europa e Oceania, sendo co-publicado nessas regiões pela NetEase e Warner Bros. Interactive. A data de lançamento final ainda não havia sido anunciada. O jogo foi previsto para ser lançado para Android e iOS, com pré-registro disponível desde fevereiro de 2022. Em março de 2023, o jogo foi lançado de forma limitada em alguns países selecionados.

O jogo foi lançado internacionalmente em 27 de junho de 2023.

## Recepção
De acordo com o agregador de avaliações Metacritic, Harry Potter: Magic Awakened recebeu "avaliações geralmente favoráveis".

### Receita
Dois meses após o lançamento do jogo na China, Harry Potter: Magic Awakened gerou mais de US$ 228 milhões nas plataformas Apple App Store e Google Play. Com isso, o jogo se tornou o segundo mais lucrativo entre os jogos móveis de Harry Potter e obteve o melhor lançamento entre os jogos móveis relacionados à franquia. Em outubro de 2022, o jogo havia gerado um total de US$ 358 milhões.
O lançamento global do jogo gerou uma receita total de US$ 2,3 milhões no seu primeiro dia. Especificamente, o lançamento pela NetEase contribuiu com US$ 1,3 milhão, enquanto a versão publicada pela Warner Bros. Games adicionou US$ 1 milhão à receita total.